# 周灿 (运动员)
周灿（1979年5月20日—），中国湖南长沙人，是中国跳远运动员。
他曾代表中国参加2003年与2005年亚洲田径锦标赛、2004年田径世锦赛与2004年、2008年奥运会。并在2003年亚洲田径锦标赛上获得银牌，2005年亚洲田径锦标赛上获得铜牌。他同时也是湖南省第一个参加奥运会跳远比赛的运动员。在2008年奥运会之后，他未再参与任何国家级以上赛事。
他在2007年全国田径大奖赛（苏州站）中取得了个人最佳成绩8.22米。

## 成就
| 年        | 賽事               | 舉辦城市           | 名次                 | 項目      | 記錄                      |
| 代表 中国 | 代表 中国          | 代表 中国          | 代表 中国            | 代表 中国 | 代表 中国                 |
| --------- | ------------------ | ------------------ | -------------------- | --------- | ------------------------- |
| 1998      | 世界U20田径锦标赛  | 法國阿讷西         | 第18名（未进入决赛） | 跳远      | 7.39 m（风速：+1.9 m/s）  |
| 1998      | 世界U20田径锦标赛  | 法國阿讷西         | 第25名（未进入决赛） | 三连跳    | 15.24 m（风速：-0.1 m/s） |
| 2003      | 亚洲田径锦标赛     | 菲律賓马尼拉       | 第二名               | 跳远      | 8.11 m                    |
| 2003      | 第一届亚非运动会   | 印度海得拉巴       | 第四名               | 跳远      | 7.49 m                    |
| 2004      | 世界室内田径锦标赛 | 匈牙利布达佩斯     | 第12名（未进入决赛） | 跳远      | 7.87 m                    |
| 2004      | 雅典奥运会         | 希腊雅典           | 第34名（未进入决赛） | 跳远      | 7.47 m                    |
| 2005      | 亚洲田径锦标赛     | 仁川               | 第三名               | 跳远      | 7.83 m                    |
| 2008      | 北京奥运会         | 中华人民共和国北京 | -                    | 跳远      | 无成绩（未进入预赛）      |

### 世界田径联合会
- 周灿在的頁面

### 其他
1. ↑  .   [2022-02-10]. （原始内容存档于2022-02-10）.